# SIG Sauer Pro
La SIG Sauer Pro è una serie di pistole semi-automatiche sviluppate dall'azienda statunitense SIG Sauer a Exeter, negli USA. È stata la prima pistola a telaio polimerico della SIG Sauer e una delle prime pistole a presentare un accessorio universale integrato e impugnature intercambiabili.
La SIG Sauer Pro è stata commercializzata come un'alternativa leggera e compatta alle pistole "legacy" della SIG Sauer. È stato originariamente sviluppato come una pistola di servizio calibro .40 Smith & Wesson introdotto nel giugno 1998 con il modello SP 2340, seguito a breve da una versione a .357 SIG che ha mantenuto la stessa denominazione. Circa un anno dopo, è stata introdotta una variante camerata con munizioni 9 × 19 mm Parabellum chiamata SP 2009. Un'altra versione denominata Sig Sauer Pro SP 2022 camerata con calibro 9 × 21 mm IMI.